# Libertad, Antique
Libertad là một đô thị cấp năm ở tỉnh Antique, Philippines. Theo điều tra dân số năm 2015, đô thị này có dân số 16.429 người trong.

## Các đơn vị hành chính
Libertad, về mặt hành chính, được chia thành 19 khu phố (barangay).
| - Barusbus - Bulanao - Cubay - Codiong - Igcagay - Inyawan - Lindero - Maramig - Pucio - Pajo | - Panangkilon - Paz - Centro Este (Pob.) - Centro Weste (Pob.) - San Roque - Tinigbas - Tinindugan - Taboc - Union |